# Татра (Камб'я)
Та́тра (ест. Tatra küla) — село в Естонії, у волості Камб'я повіту Тартумаа.

## Населення
Чисельність населення на 31 грудня 2011 року становила 30 осіб.

## Географія
Через населений пункт проходить автошлях 2 (Таллінн — Тарту — Виру — Лугамаа), естонська частина європейського маршруту E263. Від села починається дорога 46 (Татра — Отепяе — Санґасте).